# Baird-trogon
A Baird-trogon (Trogon bairdii) a madarak osztályába a trogonalakúak (Trogoniformes) rendjébe és a trogonfélék (Trogonidae) családjába tartozó faj.
Nevét Spencer Fullerton Baird amerikai ornitológusról kapta.

## Előfordulása
Costa Rica és Panama területén honos. Trópusi esőerdők lakója.

## Életmódja
Rovarokkal és gyümölcsökkel táplálkozik.